# Lista odcinków serialu Tancerki
Poniżej znajduje się lista odcinków serialu telewizyjnego Tancerki – który był emitowany przez amerykańską stację telewizyjną ABC Family od 11 czerwca 2012 do 25 lutego 2013, łącznie powstał tylko 1 sezon, 18 odcinków. W Polsce natomiast był emitowany przez stację Fox Life od 16 września 2012 do 10 marca 2013 roku.
| Sezon | Sezon | Odcinki | Oryginalna emisja | Oryginalna emisja | Oryginalna emisja | Oryginalna emisja | Oryginalna emisja |
| Sezon | Sezon | Odcinki | Premiera sezonu   | Finał sezonu      | Premiera sezonu   | Finał sezonu      |                   |
| ----- | ----- | ------- | ----------------- | ----------------- | ----------------- | ----------------- | ----------------- |
|       | 1     | 18      | 11 czerwca 2012   | 25 lutego 2013    | 16 września 2012  | 10 marca 2013     |                   |

## Sezon 1 (2012–2013)
| #  | Tytuł                                 | Polski tytuł                    | Reżyseria             | Scenariusz                                          | Premiera         | Premiera             |
| -- | ------------------------------------- | ------------------------------- | --------------------- | --------------------------------------------------- | ---------------- | -------------------- |
| 1  | Pilot                                 | Zostawić Las Vegas              | Amy Sherman-Palladino | Lamar Damon, Amy Sherman-Palladino                  | 11 czerwca 2012  | 16 września 2012     |
| 2  | For Fanny                             | Trudne początki                 | Amy Sherman-Palladino | Amy Sherman-Palladino                               | 18 czerwca 2012  | 23 września 2012     |
| 3  | Inherit the Wind                      | Kłopotliwy spadek               | Kenny Ortega          | Sarah Dunn                                          | 25 czerwca 2012  | 30 września 2012     |
| 4  | Better Luck Next Year                 | Powodzenia za rok               | Daniel Palladino      | Daniel Palladino                                    | 9 lipca 2012     | 7 października 2012  |
| 5  | Money for Nothing                     | Łatwa kasa                      | Elodie Keene          | Amy Welsh                                           | 16 lipca 2012    | 14 października 2012 |
| 6  | Movie Truck                           | Kino dla dorosłych              | Jamie Babbit          | Amy Sherman-Palladino, Beth Schacter                | 23 lipca 2012    | 21 października 2012 |
| 7  | What’s Your Damage, Heather           | Co się stało Heather?           | Jackson Douglas       | Grant Levy, Dominik Rothbard, Amy Sherman-Palladino | 30 lipca 2012    | 28 października 2012 |
| 8  | Blank Up, It’s Time                   | Już czas                        | Daniel Palladino      | Daniel Palladino                                    | 6 sierpnia 2012  | 4 listopada 2012     |
| 9  | No One Takes Khaleesi’s Dragons       | Biznes na boku                  | David Paymer          | Sheila Lawrence                                     | 13 sierpnia 2012 | 11 listopada 2012    |
| 10 | A Nutcracker in Paradise              | Kurtyna w górę                  | Amy Sherman-Palladino | Amy Sherman-Palladino                               | 20 sierpnia 2012 | 18 listopada 2012    |
| 11 | You Wanna See Something?              | Chcesz coś zobaczyć?            | Amy Sherman-Palladino | Amy Sherman-Palladino                               | 7 stycznia 2013  | 20 stycznia 2013     |
| 12 | Channing Tatum Is a Fine Actor        | Channing Tatum to świetny aktor | Daniel Palladino      | Daniel Palladino                                    | 14 stycznia 2013 | 27 stycznia 2013     |
| 13 | I’ll Be Your Meyer Lansky             | Sposób na kasę                  | Jackson Douglas       | Beth Schacter                                       | 21 stycznia 2013 | 3 lutego 2013        |
| 14 | The Astronaut and the Ballerina       | Balerina i astronauta           | Daniel Palladino      | Amy Sherman-Palladino, Daniel Palladino             | 28 stycznia 2013 | 10 lutego            |
| 15 | Take the Vicuna                       | Niespodzianki                   | Chris Eigeman         | Sheila Lawrence                                     | 4 lutego 2013    | 17 lutego 2013       |
| 16 | There’s Nothing Worse Than a Pantsuit | Byle nie spodnium               | David Paymer          | Grant Levy, Dominik Rothbard                        | 11 lutego 2013   | 24 lutego 2013       |
| 17 | It’s Not a Mint                       | Nie jest dobrze                 | Daniel Palladino      | Daniel Palladino                                    | 18 lutego 2013   | 3 marca 2013         |
| 18 | Next!                                 | Następny                        | Amy Sherman Palladino | Amy Sherman Palladino                               | 25 lutego 2013   | 10 marca 2013        |